# Linia kolejowa Durowo – Władimirskij Tupik
Linia kolejowa Durowo – Władimirskij Tupik – linia kolejowa w Rosji łącząca stację Durowo ze ślepą stacją Władimirskij Tupik. Zarządzana jest przez region smoleński Kolei Moskiewskiej (część Kolei Rosyjskich). 
Linia położona jest w obwodzie smoleńskim. Na całej długości jest niezelektryfikowana i jednotorowa.

## Historia
W 1914 tutejszy właściciel ziemski hr. Igor Uwarow wraz z kupcem Rieznikowem, zajmującym się handlem drzewem, rozpoczęli budowę linii od stacji Kolei Moskiewsko-Brzeskiej Durowo do miasta Biełyj, finansując ją pożyczką skarbową. Plan nie został zrealizowany w całości. Budowa linii została przerwana po dotarciu do Władimirskiego Tupiku i nigdy nie wznowiona.
Pierwotnie była to linia towarowa. Ruch pasażerski otworzono w 1919.
Początkowo leżała w Imperium Rosyjskim, następnie w Związku Sowieckim. Od 1991 położona jest w Rosji.